# 张凤阳 (南京大学)
张凤阳（1962年8月—），南京大学政治学系教授，主要研究领域为政治社会学等。中华人民共和国教育部2017年度“长江学者”特聘教授。

## 生平
曾就读于聊城大学政治系和南京大学；1986年至今，在南京大学任教。